# BTR-90
BTR-90 – współczesny rosyjski kołowy bojowy wóz piechoty produkowany przez Arzamaską Fabrykę Maszyn. BTR-90 został zaprojektowany w 1993 roku, a w 1994 roku dokonano jego pierwszej prezentacji. Pojazd jest następcą transportera opancerzonego BTR-80, wyposażoną w wieżę z pojazdu BMP-2. Uzbrojenie pojazdu stanowi 30-mm armata automatyczna 2A42, karabin maszynowy PKT kalibru 7,62 mm oraz granatnik automatyczny AGS-17.

## Historia
BTR-90 jest następcą ostatniego radzieckiego kołowego transportera opancerzonego BTR-80, jednakże z racji zastosowania w nim wieży z pojazdu BMP-2, uzbrojonej w działko kalibru 30 mm, stanowi w świetle porozumień międzynarodowych bojowy wóz piechoty. Pojazd został skonstruowany w zakładach GAZ pod oznaczeniem GAZ-5923, a prace nad nim prowadzono w ZSRR od lat 80 XX wieku. Zachowano w nim krytykowany układ konstrukcyjny wszystkich radzieckich kołowych transporterów, począwszy od BTR-60, z silnikiem z tyłu i przedziałem desantowym pośrodku, co utrudnia opuszczanie pojazdu przez desant. Jedynie nieco powiększono boczne drzwi, składające się z górnej otwieranej części i dolnej rampy, umieszczone pomiędzy drugą a trzecią parą kół, lecz nadal korzystanie z nich nie jest wygodne, zwłaszcza w ruchu. Przedział desantu ma ponadto dwa górne niewielkie włazy. Widoczną zmianą w stosunku do poprzednich transporterów jest inny kształt przodu kadłuba, z nachyloną płytą górną, bez przednich okien kierowcy i dowódcy.
Uzbrojenie stanowi armata automatyczna 30 mm sprzężona z karabinem maszynowym 7,62 mm, wyrzutnia pocisków przeciwpancernych 9M113 Konkurs na wieży i montowany zewnętrznie na wieży granatnik automatyczny AGS-17 kalibru 30 mm.
Prototyp BTR-90 ujawniono w 1994 roku. Przez kilkanaście lat po debiucie były wprowadzane drobne modernizacje i proponowano nowe warianty. W 2004 roku pojazd ukończył próby państwowe, lecz dopiero 9 czerwca 2008 roku został formalnie przyjęty na uzbrojenie armii rosyjskiej. Mimo to, pojazd nie był zamawiany w serii przez wojsko, a w 2011 roku ostatecznie zrezygnowano z produkcji BTR-90, który miał być zastąpiony przez nowy transporter Bumierang, a tymczasowo przez zmodernizowany starszy BTR-82A.
Wielkość produkcji pojazdu nie była ujawniona. Niewielka liczba pojazdów jest na wyposażeniu Sił Zbrojnych Federacji Rosyjskiej – szacuje się, że około 10 egzemplarzy przedseryjnych. Przynajmniej jeden BTR-90 był użyty i został porzucony podczas walk pod Awdijiwką w październiku 2023 roku w trakcie inwazji na Ukrainę.

## Wersje
- BTR-90A – wersja z wieżą Bachcza pojazdu BMP-3, uzbrojona w armatę kalibru 100 mm 2A70, armatę 30 mm i karabin maszynowy, zaprezentowana w 2001 roku[5].